# Языковая реформа
Языковая реформа — разновидность языкового планирования путём масштабных изменений в языке. Обычно языковая реформа направлена на его упрощение и очищение от непродуктивных пережитков.

## Упрощение
Наиболее распространённый вариант языковой реформы связан с упрощением правописания:
- испанский язык (XVIII век),
- португальский язык (1910, Португалия; 1943 и 1971, Бразилия),
- немецкий язык (1901/02, 1996/98),
- русский язык (1708/10, 1918).

В дополнение к этому могут произойти упрощения флексий, синтаксиса, лексики и словообразования. Например, в английском языке существует множество префиксов, обозначающих противоположное качество: un-, in-/im-, a(n)-, de-, и др. Языковая реформа могла бы предложить заменить все указанные префиксы каким-либо одним, например un-. Подобная реформа предлагалась в антиутопии Оруэлла «1984» (см. Новояз), но в действительности вряд ли возможна, поскольку большинство указанных префиксов обычно несёт дополнительные значения. С другой стороны, даже в искусственном языке эсперанто с регулярной грамматикой, где от любого слова можно образовать антоним путём прибавления префикса mal- (значительно реже — ne-), существуют антонимы, образованные не при помощи отрицательного префикса, а от разных корней.

## Очищение
Политика лингвистического пуризма состоит в противостоянии любым изменениям языка. Чаще всего политика пуризма направлена против одного из двух (или обоих) видов изменений:
- влияние иностранных языков (мера: образование новых слов из «родных» морфем)
- проникновение в язык простонародной лексики или сленга (мера: попытка зафиксировать язык на уровне архаичного литературного языка).

Иногда пуризм невольно приводит к усложнению языка и возникновению ложных этимологий, как в английском языке:
- iland превратилось в island (от ошибочно «восстановленной» латинской этимологии — insula, хотя в действительности английское слово имеет общегерманские корни — ср. нем. Eiland)
- ile превратилось в aisle (также от insula)

## Преимущества и недостатки
Как и для любой другой реформы, существуют соображения «за» и «против».
Издержкой языковой реформы является то, что вся литература, документы, дорожные знаки и карты должны быть переписаны в новой орфографии. Населению, особенно в случае крупной реформы, придётся учить родной язык заново. Наиболее распространённым аргументом критиков является «разрыв с традициями», хотя на деле именно сложная старая орфография нередко является тормозом к изучению прежней письменной традиции и ведёт к её утрате (как это произошло с ирландским языком).

## Примеры
Примеры крупных языковых реформ:
- Китайский
  - (1920-е) — замена классического китайского на разговорный китайский (севернокитайский) в качестве стандартного письменного языка.
  - Севернокитайский идиом выбран специальным комитетом из ряда распространённых диалектов китайского языка.
  - (1950-е, только КНР) — замена традиционных иероглифов на упрощённые (позднее реформу приняли Сингапур и Малайзия, однако традиционные иероглифы сохраняются на Тайване, в Гонконге, Макао и в ряде китайских диаспор).
- Чешский (XIX век) — словарь Йозефа Юнгмана содействовал обновлению словаря. В 1840-х буква w заменена на v.
- Эстонский (1910-е/1920-е) — группа реформаторов-лингвистов во главе с Й. Аавиком и Й. Вески обновила словарь, образовав множество новых слов из корней финского и других уральских языков и даже изобретя ряд новых корней. Процесс создания новых слов в эстонском языке по инерции продолжался и в годы Советской власти.
- Немецкий
  - В 1901—1902 гг. унифицировано правописание во всех германоязычных странах, произошёл отказ от ряда архаичных элементов (например, диграфа th).
  - В 1996 г. во всех германоязычных странах произошла новая реформа правописания, направленная на достижение большей последовательности в передаче отдельных звуков на письме.
- Греческий (1970-е/1980-е) — литературный язык Греции («кафаревуса», букв. «очищенный») вплоть до 1970-х гг. сохранял множество архаичных элементов древнегреческого языка, тогда как разговорный язык («димотики», букв. «народный») упростил большинство слов древнегреческого происхождения или изобрёл вместо них новые. В разговорном языке многие древние синтетические формы были вытеснены аналитическими. После падения хунты «чёрных полковников» был принят закон, который принял «димотики» как равноправную форму литературного языка. Например, на греческих монетах изменилась форма множественного числа от слова «драхма»: вместо drachmai (кафаревуса) стали писать drachmes (димотики) с 1982 г.
- Иврит (1920-е гг.) — современный иврит был создан Э. Бен-Йехудой на основе древнееврейского языка путём упрощения грамматики, в особенности синтаксиса, по индоевропейским моделям. Было изобретено несколько тысяч новых слов по традиционным словообразовательным моделям (процесс продолжается до настоящего времени), упрощены правила произношения (за основу взята сефардская норма).
- Венгерский (конец XVIII — начало XIX в.) — из венгерских корней, в основном путём калек из латинского и немецкого языков, создано более 10 000 слов[1], из которых до сих пор активно используются несколько тысяч.
- Ирландский (1940-е) — реформа правописания, приблизившая его к реальному произношению: напр., Gaedheal превратилось в Gael, Ó Séigheadh стало Ó Sé.
- Норвежский (XIX—XX вв.) — когда Норвегия была уступлена Данией Швеции (1814), начался процесс отдаления норвежского языка от датского. Наряду с риксмолом, в котором преобладали датские слова, был искусственно создан нюнорск на основе норвежских диалектов. Реформы 1907 и 1917 гг. сделали риксмол стандартным литературным языком, а в 1929 г. он был переименован в букмол. В литературе и прессе продолжался процесс смешения букмола и нюнорска; официально их орфография была сближена реформой 1938 г. В настоящее время обе разновидности норвежского языка изучаются в школе и используются в официальном обиходе, а в бытовом общении они смешены в той или иной степени, хотя преобладают нормы букмола.
- Португальский (XX век) — традиционная орфография, где написание слов латинского и греческого происхождения сильно отличалось от их произношения, заменена упрощённой: asthma превратилось в asma, phthysica превратилось в tísica. В начале XXI в. в Португалии официально начат процесс сближения португальской орфографии с бразильской, поскольку бразильские нормы имеют существенно более широкое распространение и более близки к реальному произношению.
- Румынский (XIX век) — алфавит на основе кириллицы вытеснен алфавитом на основе латиницы, славянские заимствования вытесняются заимствованиями и неологизмами, образованными из корней романских языков. Неудачная попытка контрреформы с целью сближения румынского языка с русским имела место в бывшем СССР в 1920—1990 гг. (см. молдавский язык).
- Сомалийский (1970-е гг.) — при участии Б. Анджеевского, начавшего свою лингвистическую работу в Сомали в 1949 г., был разработан латинский алфавит, который был введён в стране в 1972 г. диктатором М. Сиад Барре. Был также обновлён словарь, новые слова образованы из сомалийских корней.
- Турецкий (1930-е гг.) — масштабная реформа языка и письма началась с 1920-х годов. Существовавший до того времени литературный язык получил иное наименование — османский язык. Алфавит на основе арабского был заменён в 1928 г. новым алфавитом на основе латиницы. До настоящего времени продолжается процесс вытеснения заимствований из персидского и арабского языков; вместо них вводятся слова, образованные из тюркских корней, в том числе и заимствованных из других тюркских языков.
- Вьетнамский (XX век) — во время французского колониального правления классическое вьетнамское письмо на основе китайского было вытеснено новым алфавитом. В результате европейские заимствования стали приходить во вьетнамский язык не на основе поморфемного перевода, как ранее, а путём фонетической передачи.
- Языки Средней Азии (узбекский, таджикский, туркменский, киргизский, казахский — 1920-е — 1930-е гг.) — с приходом советской власти произошёл форсированный переход с арабского письма на латиницу, позднее на кириллицу, сопровождался массовым вытеснением арабской лексики и замены её на лексику русского происхождения. Переход сопровождался массовым распространением грамотности и в то же время разрывом с прежними культурно-литературными традициями: таджикский язык стал развиваться отдельно от персидского, а в Узбекистане чагатайский язык был вытеснен в качестве литературного узбекским языком. В связи с национальным размежеванием произошли изменения в территориальном распространении литературных языков: сфера употребления таджикского языка сократилась, других среднеазиатских языков — расширилась. Подобные изменения, но в меньшем масштабе, произошли в языках других мусульманских народов СССР.
- Сербохорватский язык — пример неудачной языковой реформы. Был создан в конце XIX в. и вытеснил ряд диалектов, однако позднее распался на несколько языков (сербский, хорватский, боснийский). Языковые реформы в Хорватии (во время правления усташей, в годы хорватской весны и после образования независимой Хорватии) последовательно углубляли различие между сербским и хорватским языком (при том, что хорватский литературный язык был создан на основе сербских диалектов и вытеснил исконно хорватские диалекты[источник не указан 1660 дней] — чакавский и кайкавский).

## Примеры в культуре
- В романе Джорджа Оруэлла «1984» английский язык превратился в новояз, состоящий из небольшого количества корней, в основном политически окрашенных.